# Mark Price
William Mark Price (ur. 15 lutego 1964 w Bartlesville, Oklahoma) – amerykański koszykarz, który grał na pozycji rozgrywającego, mistrz świata z 1994, aktualnie trener zespołu Charlotte 49ers, reprezentującego uczelnię Północnej Karoliny.

## Życiorys
Po ukończeniu Georgia Institut of Technology, gdzie grał w drużynie uczelnianej Georgia Tech Yellow Jackets, został wybrany z 25. numerem w drafcie 1986 przez Dallas Mavericks i natychmiast oddany do Cleveland Cavaliers, gdzie grał przez większość swojej kariery (lata 1986-1995). Ostatnie trzy sezony spędził kolejno w: Washington Bullets, Golden State Warriors i Orlando Magic, gdzie w 1998 r. skończył swoją karierę.
Mark Price dał się poznać jako jeden z najlepszych w dziejach ligi egzekutorów rzutów wolnych. Do dziś prowadzi w statystyce wszech czasów ze skutecznością 90,4%. Wyróżniał się także w rzutach za 3 punkty (21. miejsce na liście wszech czasów) oraz asystach (24. miejsce). W sezonie 1988/89 jako trzeci w historii (po Larry Birdzie i Reggie Millerze) osiągnął niezwykłe statystyki: co najmniej 40% skuteczności w rzutach za 3, co najmniej 50% w rzutach z pola oraz co najmniej 90% w rzutach osobistych (później, w sezonach 2005/06 i 2007/08 osiągnął to także Steve Nash). 
Price w czasie weekendu gwiazd czterokrotnie wystąpił w meczu gwiazd NBA, a dwukrotnie wygrał konkurs rzutów za 3. Raz został wybrany do pierwszej piątki ligi, po sezonie 1992/93.
W 1994, grając w drugim Dream Teamie, zdobył złoty medal mistrzostw świata, rozgrywanych w Kanadzie. 
Jego imię nosi hala koszykarska w mieście Enid, upamiętniająca najwybitniejszego sportowca w dziejach miejscowej szkoły, Enid High School. 
W 2006 Mark Price miał nieudany epizod jako trener drużyny australijskiej ligi NBL South Dragons. Jego poczynania jako trenera były bojkotowane przez kapitana i najlepszego gracza drużyny i po przegraniu pięciu kolejnych spotkań Price złożył rezygnację. Obecnie jest konsultantem w klubie Atlanta Hawks, prowadzi również własną szkołę koszykówki Mark Price Shooting Lab, gdzie także szkoli koszykarzy NBA.
W NBA występował również jego młodszy brat – Brent.

## Osiągnięcia

### NCAA
- Uczestnik rozgrywek:
  - Elite 8 turnieju NCAA (1985)
  - Sweet 16 turnieju NCAA (1985, 1986)
- Mistrz:
  - turnieju konferencji Atlantic Coast (ACC – 1985)
  - sezonu regularnego ACC (1985)
- MVP turnieju ACC (1985)[3]
- Najlepszy pierwszoroczny zawodnik konferencji ACC (1983)[4]
- Zaliczony do:
  - I składu ACC (1984–1986)
  - II składu All-American (1985, 1986 – przez NABC)
  - III składu All-American (1984, 1986 – przez UPI, AP)
- Uczelnia Georgia Tech wycofała należący do niego numer 25

### NBA
- Uczestnik:
  - meczu gwiazd NBA (1989, 1992–94)[5]
  - konkursu rzutów za trzy punkty organizowanego przy okazji NBA All-Star Weekend (1988, 1990, 1993–94)[6]
- Wybrany do:
  - I składu NBA (1993)[7]
  - III składu NBA (1989, 1992, 1994)[7]
- Lider w skuteczności rzutów wolnych:
  - sezonu regularnego (1992, 1993, 1997)[8]
  - play-off (1990 - wspólnie z Billem Hanzlikiem, Rolando Blackmanem, Johnem Paxsonem)[9]
- 2-krotny zwycięzca konkursu rzutów za 3 punkty organizowanego podczas NBA All-Star Weekend (1993–94)[10]
- Klub Cleveland Cavaliers zastrzegł należący do niego numer 25[11]

### Kadra
- Mistrz:
  - świata (1994)[12]
  - igrzysk panamerykańskich (1983)[13]